# Technoblade
Alexander "Alex" (hay được biết đến với tên gọi Technoblade) (1 tháng 6 năm 1999 – tháng 6 năm 2022), là một YouTuber người Mỹ và là một người nổi tiếng trên Internet. Anh được biết đến nhiều nhất qua các video làm về chủ đề Minecraft, buổi phát trực tiếp trên kênh YouTube của mình, cũng như sự tham gia của anh ấy vào Dream SMP. Tính đến  tháng 8 năm 2022, kênh YouTube chính của Technoblade có hơn 16,9 triệu người đăng ký. Technoblade qua đời vào tháng 6 năm 2022 do ung thư Sarcoma mô mềm giai đoạn cuối.

## Sự nghiệp
Technoblade đã tạo phần lớn video của mình trên máy chủ Minecraft Hypixel. Khoảng thời gian giữa các lần tải lên video của anh ấy thường là một tuần đến một tháng, mặc dù anh ấy đã cố gắng (và không thành công) để thực hiện các tập hàng ngày. Anh ấy cũng phát trực tiếp nội dung Minecraft trên YouTube, chơi trên máy chủ Minecraft phổ biến Hypixel, Minecraft Monday, MC Championship, SMP Earth, Minecraft Story Mode, Party Games và Dream SMP. Anh ấy là một phần của Sleepyboisinc cùng với Wilbur Soot, Ph1LzA và TommyInnit. Anh đã được Tommy đặt biệt danh là "The Blade".
Trước đây, Technoblade chủ yếu tải lên Blitz Survival Games. Tập đặc biệt thứ 500 của anh ấy, có tên "Ultimate Hunger Games", là video được xem nhiều nhất của anh ấy trước khi anh ấy nổi tiếng hơn. Anh ấy cũng đã thực hiện các video cũ hơn về anh ấy làm những việc như nấu ăn và nội dung màn hình xanh hiển thị các giải thưởng của anh ấy trên YouTube.
Technoblade nổi tiếng khắp cộng đồng Minecraft nhờ kỹ năng chiến đấu PVP (người chơi đấu với người chơi). Anh ấy đã giành được rank [PIG+++] trên Hypixel vì đã chiến thắng giải đấu Minecraft Monday bốn lần, nhiều hơn bất kỳ YouTuber nào khác. Anh ấy đã cộng tác nhiều lần với các YouTuber nổi tiếng khác, mà nhiều người đã từng trải qua Minecraft Monday, một số người trong số họ là bạn bè trong sự kiện nói trên.
Vào cuối tháng 11 năm 2019, anh ấy đã tham gia một máy chủ Minecraft có tên SMP Earth, một máy chủ Factions, nơi một nhóm người dùng YouTube chơi trò sinh tồn trên một trò chơi giải trí 3000:1 của Trái đất. Technoblade cũng bắt đầu phát trực tuyến các trò chơi khác nhau ngoài Minecraft, chẳng hạn như bản spin-off Minecraft nổi tiếng "Minecraft Story Mode" và "Mount & Blade II: Bannerlord", bao gồm 5 luồng kể từ ngày 15 tháng 6. Trong Chiến tranh Khoai tây (The Great Potato War), Technoblade đã tạo nhiều tài khoản Minecraft thay thế như Asiyn, Whitelisted, Whitelisted 2, PommesDeTerre, NoHaxCanJustFly, Ender_Gamer09 và BizarreZzz.
Technoblade cũng chơi phiên bản Skyblock của Hypixel, thường có sự góp mặt của bạn bè và các thành viên hợp tác của anh ấy, chẳng hạn như Jiyn, TimeDeo và xHascox. Technoblade đã thực hiện toàn bộ loạt Hypixel Skyblock và nổi tiếng với danh hiệu "người đàn ông nhanh nhất trong skyblock", cũng như với câu chuyện Chiến tranh Khoai tây ba phần, trong đó Anh ấy đã chiến đấu với người dùng Im_a_squid_kid để giành vị trí số 1 khoai tây (The #1 Potato Rank Spot).
Alexander là người bạn thân của Dream, người sáng lập Dream SMP. Cả hai đều tranh giành danh hiệu "Người chơi Minecraft giỏi nhất" dựa trên bình chọn của người hâm mộ. Để phản hồi cho việc chẩn đoán căn bệnh ung thư của anh, vào cuối tháng 8 năm 2021, Dream đã quyên góp $21,409 (tương đương 499 triệu đồng) cho công cuộc nghiên cứu ung thư.
Vào thời điểm anh qua đời vào tháng 6 năm 2022, kênh của anh đã đạt tới 10,8 triệu người đăng ký.Sau khi anh mất, kênh của anh đạt 15 triệu người đăng vào tháng 8 năm 2022, it posthumously reached fifteen million subscribers.

## Tiểu sử
Technoblade sinh ngày 1 tháng 6 năm 1999, và hiện đang cư trú tại San Francisco, California, Hoa Kỳ. Anh ấy có ba em gái và một anh trai tên là Chris. Technoblade đã đề cập đến một người em trai, mặc dù không rõ anh đang nói về Chris hay có một người anh em khác. Anh cũng có một con chó nhỏ tên là Floof.
Technoblade đã thi đấu kiếm ở trường trung học cơ sở. Anh ấy sống ở California trong phần lớn thời gian bắt đầu sự nghiệp YouTube của mình, theo học và tốt nghiệp trung học ở bang này. Vào giữa năm 2018, sau một năm nghỉ học, Technoblade chuyển đến Chicago, Illinois và học đại học chuyên ngành tiếng Anh trong hơn một năm trước khi quay trở lại San Francisco sau khi bỏ học. Anh ấy nói trong một trong những video Hỏi và Đáp của mình từ năm 2016, cha mẹ anh ấy đã ly hôn. Cho đến lúc cuối đời, Technoblade sống với cha mình, được tiết lộ trong một luồng khi ông quên tắt tiếng micrô của mình. Anh ấy tiết lộ rằng cha của anh ấy sở hữu một xưởng phim.
Techno đã đưa ra nhiều đề cập trong các video và tweet bình luận của mình về việc mắc chứng ADHD (Rối loạn tăng động giảm chú ý). ADHD của anh ấy cũng đã được xác nhận trên một bài đăng trên Diễn đàn Hypixel từ ngày 27 tháng 9 năm 2014.
Techno chưa bao giờ chính thức "lộ mặt". Tuy nhiên, khuôn mặt của anh ấy đã xuất hiện trong video đặc biệt 100.000 người đăng ký của anh ấy, trong video "Cooking with Technoblade" và ở cuối luồng "beating minecraft hardcore mode with a steering wheel". Anh ấy cao 6'2,5"(189 cm), nhưng làm tròn thành 6'3". Anh là một người vô thần theo thuyết bất khả tri.
Phần lớn cuộc sống cá nhân của Alexander đều được giữ riêng tư. Anh ấy đã "chơi khăm" người xem của mình bằng cách tiết lộ sai về tên của mình là "Dave", biệt danh này được coi là tên thật của anh cho đến khi anh qua đời.

## Điều trị ung thư
Vào ngày 26 tháng 8 năm 2021, Technoblade đã đăng tải một video có tiêu đề "where I've been", trong đó anh tiết lộ rằng anh đã được chẩn đoán mắc bệnh sarcoma vào đầu tháng 8 sau khi cảm thấy đau và sưng ở cánh tay phải. Bệnh ung thư đã được các bác sĩ phát hiện sớm và Techno tập trung vào việc điều trị bằng hóa trị. Sau đó trong video, anh ấy kêu gọi người xem tiêm vắc xin chống lại COVID-19 và thực hiện các biện pháp phòng ngừa cần thiết vì anh ấy hiện đã bị suy giảm miễn dịch và có nguy cơ mắc bệnh cao hơn. Kể từ khi thông báo, anh ấy đã nhận được sự hỗ trợ từ những người sáng tạo nội dung Dream, DanTDM, CaptainSparklez và các thành viên khác của Dream SMP, cũng như từ Roblox YouTubers KreekCraft, HelloItsVG và Ryguyrocky vì họ từng là người dùng Minecraft hoặc theo dõi anh ấy . Sau thông báo của anh ấy, hashtag #TechnoSupport đã sớm thịnh hành trên Twitter và các nền tảng truyền thông xã hội khác trong vài ngày.
Trong MC Championship tiếp theo, Technoblade không tham gia, Dream quyết định ghép mọi điểm mà nhóm của anh ấy có được và quyên góp số tiền đó bằng đô la cho nghiên cứu ung thư. Dream đã có thể gây quỹ khoảng $21,409 (499 triệu đồng) cho nghiên cứu ung thư. Trước khi sự kiện bắt đầu, Skeppy, Awesamdude, Finnster, TapL và Grian đã đồng ý quyên góp riêng bất cứ thứ gì Dream quyên góp. Giữa năm người trong số họ, khoảng 105.000 đô la đã được quyên góp. Aqua Axolotls (Antfrost, Fundy, Tubbo và 5up) đã đồng ý quyên góp $50 (1,1 triệu đồng) mỗi khi họ tuyên thệ. Một tuần sau khi chẩn đoán, anh ấy đã đăng một video Sleepyboisinc. Sự tồn tại của một video chưa chỉnh sửa có Anh ấy, Wilbur, Phil và Tommy đã được một số người trong số bốn người này ám chỉ trên Twitter trước đây. Phil sau đó đã xác nhận trên Twitter của mình rằng video được ghi lại rất lâu trước khi được chẩn đoán ung thư. Sau thời điểm đó, anh ấy chỉ phát trực tuyến hoặc tải lên/ghi lại bất cứ khi nào anh ấy cảm thấy khỏe giữa các đợt hóa trị và quản lý để thực hiện hai luồng truyền thuyết trên Dream SMP: một về cuộc vượt ngục của anh ấy, và một về anh ấy Jailbreak Dream, ConnorEatsPants và Ranboo.

Mặc dù chưa bao giờ công bố loại ung thư mà anh mắc phải, nhưng xuyên suốt sự nghiệp của mình, Technoblade đã kêu gọi 500,000 USD cho tổ chức Sarcoma Hoa Kỳ Một số bài viết cho rằng Technoblade qua đời do ung thư sarcoma di căn, và Tổ chức xác nhận trong thông cáo báo chí rằng Technoblade đã bị chẩn đoán mắc sarcoma.

### Phẫu thuật và phục hồi tạm thời
Vào ngày 23 tháng 12 năm 2021, anh ấy đã thực hiện một video cập nhật với tiêu đề đáng ngại "I Almost Become An Amputee". Anh ấy nói rằng anh ấy đã lên lịch phẫu thuật cắt bỏ khối u vào tháng 10, nhưng các bác sĩ nói rằng họ sẽ phải cắt cụt cánh tay phải của anh ấy và có thể đã quá muộn. Sau nhiều lần giới thiệu, các bác sĩ nói với Technoblade rằng anh có thể làm một thủ thuật cứu vãn chi, trong đó các bác sĩ sẽ loại bỏ một số xương và cơ của anh, nhưng họ cũng sẽ loại bỏ khối u đã gây ra bệnh ung thư cho anh ngay từ đầu. Lựa chọn thứ hai và đau đớn hơn sẽ là cắt cụt toàn bộ cánh tay phải của anh. Tuy nhiên, việc cắt cụt chi được cho là chỉ làm tăng tỷ lệ sống sót của anh ấy hơn là thủ thuật cứu vãn chi. Họ đã đăng ký cho anh ấy để làm thủ tục nhưng nói với anh ấy rằng anh ấy phải đợi hai tuần vì các bác sĩ phẫu thuật thẩm mỹ đều bận.

Technoblade với nút kim cương Youtube trên giường bệnh vào năm 2022

Ca phẫu thuật diễn ra khá suôn sẻ, mặc dù Technoblade vô cùng đau đớn vào tuần sau đó. Họ đã phải lấy một vài cơ ra khỏi chân trái của anh ấy, khiến nó trở nên vô tri vô giác, nhưng cơ được sử dụng để thay thế cho cơ ở vai. Họ cũng phải loại bỏ xương đòn bên phải của Anh ấy, để lại cho anh 205 chiếc xương, mà Anh ấy nói đùa đã nâng cao Anh ấy vượt quá mức phàm nhân. Anh ấy cũng nói đùa rằng sức mạnh phần trên của anh ấy là "hấp dẫn" nên anh ấy sẽ phải hủy bỏ trận đấu quyền anh không báo trước với Floyd Mayweather, Jr.

### Minecrafters vs Cancer
Vào ngày 1 tháng 2 năm 2022, anh tuyên bố bắt đầu sự kiện gây quỹ Minecrafters vs. Cancer, đây cũng là một phản ứng đối với cuộc chiến với căn bệnh ung thư của anh. Nhiều người sáng tạo đã tham gia bằng cách thêm chiến dịch gây quỹ vào tất cả các video của họ, đồng thời Techno cũng đăng chiến dịch gây quỹ trên các luồng của anh ấy.

### Qua đời
Vào ngày 30 tháng 6 năm 2022, một video đã được tải lên kênh của Technoblade với tiêu đề "so long nerds", trong đó cha anh thông báo về việc anh qua đời, cùng với một đoạn kịch bản ngắn được viết bởi Technoblade khoảng 8 giờ trước khi anh qua đời. [19] Vài phút sau khi anh trút hơi thở cuối cùng, Dream và các thành viên khác của Dream SMP đã bày tỏ sự chia buồn, ủng hộ và ngưỡng mộ anh trên mạng, cũng như người đồng sáng lập Hypixel (Simon Collins-Laflamme), chủ sở hữu của SpaceX và Tesla, Elon Musk và rất nhiều người khác. YouTube Gaming đã gửi lời chia buồn đến gia đình, bạn bè và người hâm mộ của anh ấy sau khi video được phát hành. Minecraft cũng đã tweet lời chia buồn của mình, cũng như thêm sự tôn vinh cho Anh ấy bằng cách thêm vương miện cho con lợn trong trình khởi chạy Minecraft: Java Edition, liên quan đến thương hiệu kênh và Minecraft trong trò chơi của Technoblade. Sau đó, họ đã thêm một dòng chữ nổi bật để tưởng nhớ Technoblade, với dòng chữ "Technoblade never dies!" trên cả Bedrock và Java Editions, sau khi người hâm mộ của anh ấy đã kiến nghị thêm trích dẫn của anh ấy vào Minecraft.

### Phản ứng và tưởng nhớ
Thông tin về cái chết của anh trở thành video thịnh hành nhất YouTube trong ngày đó và trở thành chủ đề thịnh hành trên Twitter. Video này đã đứng đầu bảng xếp hạng trong nhiều ngày và vượt mốc 30 triệu lượt xem trong 24 giờ đầu tiên. Đến cuối tháng 8 năm 2022, video đã đạt hơn 80 triệu lượt xem và hơn 8 triệu lượt thích, trở thành video được xem và thích nhiều nhất trên kênh Technoblade. Đây được coi là video thịnh hành nhất trên YouTube vào năm 2022, với 87 triệu lượt xem.
Các YouTuber như Dream và các thành viên trong nhóm Dream SMP đã bày tỏ lời chia buồn, sự ủng hộ và ngưỡng mộ của họ đối với Technoboblade trên mạng. Simon Collins-Laflamme, người đồng sáng lập Hypixel, và nhà tài phiệt Elon Musk bày tỏ cảm xúc tương tự. YouTube đã đăng lời chia buồn tới gia đình, bạn bè và người thân của anh trên Twitter sau khi video ra mắt. Tài khoản Twitter chính thức của Minecraft cũng đã đăng lời chia buồn trên đây, và tổ chức Sarcoma Hoa Kỳ đã trưng bày một lời tri ân đặc biệt trên trang web của họ. Polygon gọi Technoblade là "một trong những nhân vật nổi tiếng nhất của Minecraft".
Trong một cuộc phỏng vấn với tờ The New York Times, Don Pireso, quản trị viên của Hypixel, tuyên bố rằng gia đình của Technoblade sẽ không có thêm bất kỳ bình luận nào liên quan đến sự ra đi của anh ấy vì lí do: "Video họ chia sẻ chứa tất cả thông tin họ cảm thấy để chia sẻ một cách thoải mái tại thời điểm này." Hypixel cũng thiết lập một không gian kỹ thuật số thông qua máy chủ của mình, nơi người hâm mộ có thể viết lời chia buồn qua một trang trong mục sách&bút trong Minecraft, những lời chia buồn này sẽ được gửi đến gia đình Technoblade.
Hashtag #Technoblade, #Rest In Peace hay #Alex đã trở nên thịnh hành trên mạng xã hội Twitter, người hâm mộ gửi lời chào cuối cùng tới anh qua câu nói "Technoblade Never Dies"(một trong những câu nói "thương hiệu") của anh, hay những fanart, mọi người đều tiếc thương cho anh, một người quá trẻ, còn có tương lai còn ở phía trước. Trên mạng xã hội TikTok, hashtag #Technoblade đã có đến 6 tỷ lượt xem.
Vào ngày 2 tháng 7 năm 2022, Mojang Studios đã thêm biểu tượng của Technoblade trong hình ảnh Launcher của Minecraft: Java Edition. Hình ảnh được sửa đổi đã thêm vương miện cho một con lợn, vì nó có liên quan đến skin Minecraft của Technoblade và hình đại diện của kênh. Theo Polygon, người hâm mộ đã đề nghị thêm một dòng chữ vào menu chính của Minecraft để tưởng nhớ Technoblade, với dòng chữ có nội dung "Technoblade never dies!"
Vào ngày 2 tháng 7, Roblox YouTuber và người chiến thắng MCC P21, KreekCraft đã quyết định gây quỹ cho Sarcoma Foundation of America trên ExplorerElizabeth Livestream của anh ấy, nói rằng anh ấy sẽ tặng từng xu cho Hội viên của Kênh và Superchat mà anh ấy nhận được trên luồng trực tiếp để vinh danh Technoblade
Vào ngày 19 tháng 10 năm 2022, Dream đã làm một livestream đặc biệt với tiêu đề "Remembering Technoblade (tạm dịch là : Tưởng nhớ Technoblade") cùng với sự tham gia của bố Technoblade để gây quỹ cho tổ chức từ thiện Sarcoma Foundation of America
Vào ngày 28 tháng 10 năm 2022, tròn 10 năm kênh YouTube của Technoblade được thành lập, YouTube, đăng tải video tưởng nhớ với tiêu đề 'Technoblade Never Dies'
Vào ngày 23 tháng 6 năm 2023, Dream đã cho ra bài hát "Until I End Up Dead" để tưởng nhớ Technoblade
Năm 2025, trong bộ phim tựa đề Minecraft, ở 1 phân cảnh khi cả nhóm nhân vật chính cùng Steve (do Jack Black thủ vai) đi vào làng, có một chú heo đội vương miệng+ đi ngang qua, nhân vật cậu bé Henry (do Sebastian Eugene Hansen thủ vai) đã hỏi Steve rằng "Wow, is he some kind of king?" (tạm dịch: Oa, anh ta có phải là vua không?), Steve đã đáp "No, that's a legend" (Không, đó là một huyền thoại).

## Tài khoản Minecraft

### Minecraft Java
Tên tài khoản của anh ấy là "Technoblade", và anh ấy chủ yếu chơi trên Hypixel (Skywars/Bedwars). Anh ấy đã thi đấu trong Minecraft Monday và MC Championship. Anh ấy cũng sở hữu các tài khoản Whitelisted, BizzarreZz, PommesDeTerre và Whitelisted2 (sau này được gọi là MrBeastGoon27) như được hiển thị trong video "The Great Potato War", qqng, được hiển thị trong "bedwars youtube event w/ AciDic BliTzz, Mydoeza, ShadowApples, a lot of people really" cũng như coolman147, như đã đề cập trong video "The Power of a Balanced Breakfast - Survival Games Montage". Tài khoản "Whitelisted" của anh ấy ban đầu được tạo ra để làm trò đùa. Technoblade cũng sở hữu tài khoản Technogrenade, được sử dụng trong "Alt Accounts! - Solo Skywars #12" vào năm 2016 và SuspicousPigman.

## Lịch sử

### StudioLore và Derp Squad
Trước khi tạo ra kênh YouTube chính của mình, "Technoblade", anh ấy đã có một kênh khác tên là "StudioLore", trong đó anh ấy đã đăng một lượng tương đối nhỏ các video Team Fortress 2 chất lượng thấp không thường xuyên và một video Roblox Sword Fight On The Heights. Trong thời gian tham gia kênh này, anh ấy đã tích lũy được khoảng 50 người đăng ký. Technoblade khoảng 10 tuổi khi anh bắt đầu xuất bản video trên kênh này. Anh ấy đã đề cập đến kênh cũ hơn này trong video đặc biệt có 1 triệu người đăng ký của mình và nói về nó một cách chi tiết.
Nội dung Minecraft đầu tiên của Technoblade đã được đăng trên một kênh khác, có tên là "Derp Squad". Kênh dường như được tạo riêng để cộng tác với anh trai của anh ấy nhưng đã bị hủy bỏ khi kênh "Technoblade" được thành lập. Tất cả các video trên kênh này đều được tải lên vào tháng 8 năm 2013, khoảng một tháng sau khi kênh StudioLore ngừng hoạt động và khoảng hai tháng trước khi tạo kênh "Technoblade".

### Động lực
Trong video của Technoblade "the quest for the [PIG] rank", anh ấy nói rằng anh ấy tạo kênh với mục đích duy nhất là tự tin và có được 10 triệu người đăng ký. Nhưng, khi gặp một người có rank [McProHosting] 3 màu, Anh ấy nhanh chóng quyết định rằng mình "cần phải đạt được một rank thậm chí còn ngầu hơn". Technoblade đã đưa ra ý tưởng để có một rank màu duy nhất được gọi là rank [PIG]. Khi anh ấy tweet cho Hypixel rằng anh ấy sẽ cần bao nhiêu người đăng ký để đạt được rank này, Hypixel đã trả lời là 10 triệu.
Đây dường như là "tất cả một phần trong kế hoạch tổng thể của anh ấy" và được cho là đã làm tăng động lực của anh ấy để cố gắng phát triển sự nghiệp YouTube của mình nhiều hơn bình thường. Mặc dù chưa đạt 10 triệu người đăng ký vào thời điểm đó, anh ấy vẫn đạt được rank [PIG], [PIG+], [PIG++] và [PIG+++] sau khi Hypixel quyên góp trong luồng Minecraft Monday của mình, nói rằng anh ấy sẽ nhận được rank [PIG] nếu anh ấy giành chiến thắng trong giải đấu. Sau chiến thắng đó, một dấu cộng khác sẽ được thêm vào rank của anh ấy với mỗi chiến thắng phụ trong sự kiện. [PIG+++......] sau đó đã trở thành một meme và một trò đùa trong lòng khán giả của anh ấy.

### Dream SMP
Technoblade tham gia Dream SMP vào ngày 23 tháng 9 năm 2020. Anh ấy tự cho mình là Người theo chủ nghĩa Anarchist và bị thuyết phục bởi TommyInnit và Wilbur Soot để giúp họ lật đổ chính phủ tham nhũng của quốc gia L'Manburg, do jschlatt và Quackity lãnh đạo. Tuy nhiên, khi phe của Tommy nghĩ rằng chiến tranh đã kết thúc, Wilbur đã nhấn một nút khiến hàng loạt thuốc nổ TNT bị chôn vùi, phá hủy một phần lớn L'Manburg.
Khi Tommy cố gắng tổ chức một chính phủ mới để nắm quyền kiểm soát, Technoblade đã chống lại họ vì Anh ấy muốn một xã hội không có bất kỳ chính phủ nào, và Anh ấy và Dream đã lao vào nhau giết chóc. Anh bị trục xuất khỏi L'Manburg và lui về một vùng đất xa xôi, gác lại giấc mơ vô chính phủ trên toàn máy chủ nhưng bí mật chuẩn bị cho cuộc chiến tiếp theo. Sau đó, anh tìm thấy TommyInnit hiện đang bị trục xuất đang ngồi xổm trong nhà anh. Tommy đang trốn Dream và muốn sự giúp đỡ của Technoblade để lấy lại một số Đĩa nhạc có giá trị tình cảm đối với anh. Khi chính phủ mới của L'Manburg cử một đội nổi tiếng sau Technoblade, Techno quyết định nghỉ hưu, hợp tác với Dream để tiêu diệt L'Manburg một lần và mãi mãi. TommyInnit, người không sẵn sàng đi xa như vậy, đã phản bội Techno và gia nhập phe khác, nhưng Technoblade và Dream đã dẹp bỏ kế hoạch của họ và tiêu diệt thành phố. Không lâu sau chiến tranh, Technoblade liên minh với Ranboo, Niki Nihachu và Ph1LzA. Khi ảnh hưởng của thực thể bí ẩn kiểm soát tâm trí được gọi là "The Egg" lan rộng trên những gì còn lại của L'Manburg, nhóm của Technoblade đã phát triển hơn nữa với những người có ý định hành động chống lại nó.

## Các giải đấu đã tham dự

### Minecraft Monday
Vào năm 2019, Technoblade đã tham gia sự kiện Minecraft của Keemstar, Minecraft Monday, nơi người dùng YouTube và người phát trực tiếp sẽ cùng nhau chơi nhiều trò chơi nhỏ khác nhau và giải thưởng cho người chiến thắng được đặt là $10,000 (234 triệu đồng) để chia cho đội hạng nhất, được đổi thành $5,000 (117 triệu đồng) vào tuần trước thứ ba. Anh ấy đã thắng bốn lần: tuần một, tuần hai, tuần sáu và tuần mười. Anh ấy đã tham gia sự kiện dựa trên minigame cùng với những người dùng YouTube và / hoặc người phát trực tiếp nổi tiếng khác bao gồm Skeppy, CaptainSparklez, Speedyw03, Vikkstar123, DanTDM, JeromeASF, jschlatt, MrBeast, Lachlan, PewDiePie, James Charles, Ninja, LazarBeam và hơn thế nữa.
Trong sự kiện này, Technoblade đã có cơ hội duy nhất để chiến đấu và giết những người nổi tiếng và anh hùng thời thơ ấu của mình để lấy tiền (hoặc, như Techno nói, "Blood for the Blood God!"). Hypixel, chủ sở hữu máy chủ Minecraft lớn nhất thế giới và máy chủ Technoblade chủ yếu tạo video trên, đã gửi một khoản quyên góp hứa rằng nếu anh ấy thắng giải đấu, anh ấy sẽ được rank [PIG] trong 1 tuần. Minecraft Monday đã đóng góp nhiều người đăng ký và người xem cho kênh của Technoblade do cuộc thi do Keemstar tổ chức và mang tính chủ đạo hơn. Cuối cùng, anh ấy đã giành được tổng cộng $15,000 (351 triệu đồng) từ chuỗi giải đấu Minecraft Monday.

#### Tuần 1 (Week 1)[62]
Trong tuần đầu tiên của Minecraft Monday, Technoblade đã giành chiến thắng trong sự kiện với ShotGunRaids và nhận được khoản tiền $5,000 (117 triệu đồng), cũng như rank [PIG] danh giá, mà Hypixel ban đầu chỉ sẽ trao cho Technoblade sau khi Anh ấy đạt được 10 triệu người đăng ký.

#### Tuần 2 (Week 2)[63]
Trong tuần thứ hai của Minecraft Monday, hợp tác với iBallisticSquid, anh ấy đã chiến thắng lần thứ hai, lần này chỉ nhận được phần thưởng $2,500 (58 triệu đồng). Ngoài ra, anh ấy còn nhận được rank [PIG+] trên Hypixel.

#### Tuần 3 (Week 3)[64]
Trong tuần thứ ba của Minecraft Monday, Techno đã hợp tác với ChrisO2 và có rất nhiều trò chơi bao gồm dropper, parkour, v.v. Technoblade mất vị trí thứ nhất trong các đội nhưng giành được vị trí đầu tiên cá nhân với 937 điểm. Tuy nhiên, chỉ chiến thắng với tư cách một đội thì bạn mới nhận được phần thưởng tiền mặt.

#### Tuần 4 (Week 4)[65]
Trong tuần thứ 4, anh chơi cùng với James Charles và không giành được điểm số đồng đội hay điểm số cá nhân.

#### Tuần 5 (Week 5)[66]
Trong tuần thứ 5, Techno đã được ghép nối với CallMeCarson. Tuy nhiên, Carson đã đăng xuất giữa chừng sự kiện, vì vậy đội của Techno đứng thứ 5 chung cuộc. Anh ấy xếp thứ 2 Cá nhân.

#### Tuần 6 (Week 6)[67]
Trong tuần thứ 6, anh ấy đã giành chiến thắng lần thứ 3 với jschlatt, cả với tư cách đồng đội và cá nhân. Ngoài ra, anh ấy còn nhận được rank [PIG++] trên Hypixel.

#### Tuần 7 (Week 7)[68]
Trong tuần thứ 7, do các trục trặc và lỗi trong chế độ chơi "Build Battle" và "One Shot", vẫn chưa rõ ai là người chiến thắng trong sự kiện này. Tuy nhiên, Technoblade và đồng đội của anh, Junky Janker, đang chạy đua cho những người chiến thắng của Minecraft Monday tuần 7 vì họ chỉ kém 2 điểm so với đội xếp thứ nhất, BadBoyHalo và Skeppy. Trong mọi trường hợp, Technoblade đã chiến thắng cá nhân.

### MC Championship (MCC)
Vào năm 2020, Technoblade tham gia vào sự kiện MC Championship của Noxcrew và Dangthatsalongname, một sự kiện mà người dùng YouTube và người phát trực tiếp sẽ cùng nhau chơi nhiều trò chơi nhỏ lạ mắt. Giải đấu bao gồm 10 đội và 40 người chơi, có nhiều minigame tùy chỉnh. Giải thưởng là một đồng MCC đặc biệt của Noxcrew.
Techno là người chơi duy nhất trong giải đấu nói trên đã chơi nhiều hơn một sự kiện và không bao giờ rời khỏi Bảng xếp hạng Cá nhân Top 10.
Techno và Quig là 2 cầu thủ duy nhất của giải đấu đạt Top 2 Cá nhân với vị trí thứ 5 của đội trở xuống.
Techno giữ kỷ lục về điểm Cá nhân trong giải đấu, với số điểm Cá nhân là 4307 điểm. Techno cũng giữ kỷ lục về chênh lệch điểm cao nhất so với vị trí thứ 2; dẫn đầu của anh ấy là gần 1000 điểm.
Techno cũng có hiệu suất MCC đầu tay cao thứ hai từ trước đến nay với 3665 điểm, chỉ sau TommyInnit với 3686.
Trong MCC P21, đồng đội Wilbur Soot đã trải qua một báo động cháy bất ngờ trong Game 5, Parkour Tag. Sau hiệp đấu, Noxcrew tạm thời thay thế Ph1LzA trong khi Wilbur đi xử lý báo động cháy. Wilbur trở lại MCC sau Game 6, Battle Box. Đội cũng đứng thứ 3, kém Orange Ocelots 2 điểm, với số điểm lần lượt là 22765 và 22767.
| MCC#                                               | Đội             | Đồng đội                            | Kết quả nhóm     | Kết quả cá nhân  | Kết quả DB    |
| -------------------------------------------------- | --------------- | ----------------------------------- | ---------------- | ---------------- | ------------- |
| Sự kiện bình thường                                |                 |                                     |                  |                  |               |
| 2                                                  | Red Rabbits     | Smajor1995 Strawburry17 Wilbur Soot | 4 (Thứ tư)       | 3 (Thứ ba)       | Không áp dụng |
| 3                                                  | Cyan Creepers   | RTGame ToxxxicSupport Wilbur Soot   | 5 (Thứ năm)      | 4 (Thứ tư)       | Không áp dụng |
| 4                                                  | Purple Pandas   | Wilbur Soot Ph1LzA TommyInnit       | 5 (Thứ năm)      | 4 (Thứ tư)       | Thắng (2-0)   |
| 5                                                  | Lime Llamas     | VoiceOverPete Wilbur Soot Ph1LzA    | 5 (Thứ năm)      | 4 (Thứ tư)       | Không áp dụng |
| 6                                                  | Pink Piglets    | Ph1LzA Wilbur Soot SeaPeeKay        | 4 (Thứ tư)       | 9 (Thứ chín)     | Không áp dụng |
| 7                                                  | Orange Ocelots  | Ph1LzA Wilbur Soot SeaPeeKay        | 2 (Thứ hai/ nhì) | 7 (Thứ 7)        | Thua (2-3)    |
| 8                                                  | Pink Parrots    | Dream Michaelmcchill KingBurren     | 2 (Thứ hai/ nhì) | 6 (Thứ sáu)      | Thắng (3-2)   |
| 9                                                  | Aqua Axolotls   | Cxlvxn F1NN5TER Spifey              | 4 (Thứ tư)       | 2 (Thứ hai/ nhì) | Không áp dụng |
| 10                                                 | Lime Llamas     | Ph1LzA Nihachu TheEret              | 5 (Thứ năm)      | 2 (Thứ hai/ nhì) | Không áp dụng |
| 11                                                 | Cyan Centipedes | TapL Captain Puffy KaraCorvus       | 6 (Thứ sáu)      | 3 (Thứ ba)       | Không áp dụng |
| (Từ MCC 12 đến MCC 19, Technoblade không tham dự.) |                 |                                     |                  |                  |               |
| Sự kiện đặc biệt                                   |                 |                                     |                  |                  |               |
| P21                                                | Pink Parrots    | Wilbur Soot Grian Solidarity        | 3 (Thứ ba)       | 3 (Thứ 3)        | Không áp dụng |

### Minecraft Ultimate Hunger Games
MC Ultimate là sự kiện Minecraft Hunger Games dành cho hơn 250 người truyền phát (livestreamer). Được tổ chức bởi Pikaclicks, hay Noah, được biết đến là sự kiện trò chơi đói lớn nhất được tổ chức trong Cộng đồng Minecraft. Dựa trên việc gây quỹ từ thiện, những người tham gia đã nhận được các vật phẩm trong trò chơi để người hâm mộ đóng góp cho tổ chức từ thiện. Vào ngày 24 tháng 7 năm 2020, đã có thông báo rằng Technoblade sẽ tham gia vào Phần 2 của sự kiện với tư cách là một phần bổ sung/ thay thế vào phút cuối.
- MC Ultimate Season 1: Không tham gia.
- MC Ultimate Season 2: Hợp tác với Calvin và xNestorio. Xếp hạng nhất cá nhân và đội của anh ấy xếp hạng nhất chung cuộc, giành chiến thắng trong sự kiện.
  - Technoblade được thêm vào phút chót để thay thế cho 2 thành viên trong đội.
  - Do có lượng người hâm mộ lớn của Technoblade, nhóm đã có được lợi thế lớn về các mặt hàng từ các khoản quyên góp. Technoblade mô tả thiết lập là "trả tiền để giành chiến thắng (pay to win hay p2w)" và đặt tên video của mình một cách khéo léo về nó là "Absolutely Ruining a $36,000 Minecraft Tournament[80]"
  - Anh có 47 lần tiêu diệt (kill) trong giải đấu, lập kỷ lục về số lần tiêu diệt được nhiều nhất trong một sự kiện MCU.
  - Calvin đứng thứ hai về số mạng (kill) với 40 lần tiêu diệt, và Nestor đứng thứ ba về số lần tiêu diệt với 29 lần hạ gục.
  - Tổng cộng, đội đã ghi được 116 mạng tổng thể, lập kỷ lục mới về số lần bị loại nhiều nhất trong một đội trong một sự kiện. Điều này đặc biệt đáng chú ý vì đội này chỉ gồm 3 cầu thủ. Kỷ lục trước đó là 19 của Lego Maestro.
  - Chỉ riêng Techno đã gây quỹ từ thiện được $11,625 (272 triệu đồng) trong tổng số $36,264 (858 triệu đồng) đã quyên góp được trong sự kiện này.
  - Do sự mất cân bằng, tất cả các đội khác tham gia để chống lại họ, dẫn đến trận chiến cuối cùng của đội của họ là 3 VS 21 người sống sót. Bộ ba đã quét sạch tất cả và giành chiến thắng trong sự kiện.

### MrBeast $100,000 Technoblade VS Dream[81]
Sau khi 8 Đội MC Championships được công bố, MrBeast nói rằng anh ấy muốn có Technoblade và Dream đấu tay đôi với giải thưởng $100,000 (2,3 tỷ đồng). Cả hai đều đồng ý và bắt đầu tập luyện rất nhiều. Trận đấu được ấn định sẽ diễn ra vào thứ Năm, ngày 27 tháng 8 năm 2020 và không được phát trực tiếp. Kết quả của Trận đấu được công bố trên video công chiếu trên kênh MrBeast Gaming, vào ngày 29 tháng 8 năm 2020. Trận đấu bao gồm các bộ dụng cụ khá cơ bản và 10 trận chiến, 5 trong 1.16 PVP và 5 trong 1.8 PVP.
| Vòng đấu | Phiên bản Minecraft | Người chiến thắng |
| -------- | ------------------- | ----------------- |
| 1        | 1.8                 | Technoblade       |
| 2        | 1.16                | Dream             |
| 3        | 1.8                 | Technoblade       |
| 4        | 1.16                | Technoblade       |
| 5        | 1.8                 | Dream             |
| 6        | 1.16                | Dream             |
| 7        | 1.8                 | Technoblade       |
| 8        | 1.16                | Dream             |
| 9        | 1.8                 | Technoblade       |
| 10       | 1.16                | Technoblade       |

Technoblade đã giành chiến thắng trong trận đấu 100K trước Dream, với tỷ số 6-4. Họ nhanh chóng thực hiện các video phân tích sau đó, giới thiệu POV của họ và Techno và Dream đã đồng ý chia tiền từ trước, bất kể kết quả như thế nào. Tuy nhiên, nhiều người hâm mộ của Dream đã thể hiện phản ứng dữ dội khi Technoblade giành chiến thắng trong cuộc đấu tay đôi, mặc dù Technoblade đã bày tỏ với người hâm mộ của mình rằng đừng gửi sự thù ghét đối với bất kỳ ai, vì cuối cùng, đó là một cuộc chiến gần gũi và tốt đẹp.

## Thành tích
- Giành được $100.000 trong sự kiện Dream vs Technoblade do MrBeast tổ chức với tỷ số là 6-4.
  - Để làm rõ, anh ta sẽ giành được $100.000 nếu anh ta không đồng ý chia đều số tiền giữa anh ta và Dream trước khi trận đấu bắt đầu.
- Giữ thời gian chạy nhanh nhất trong Ace Race.
- Giết cả AntFrost và BadBoyHalo mà không bao giờ rơi xuống dưới 5 trái tim, mặc dù thực tế là cả Ant và Bad đều có thuốc sức mạnh.
- Đạt được 231 cấp độ xp chỉ bằng cách sử dụng máy sinh sản nhện, tương đương với 214,287 lọ kinh nghiệm (Bottle o' Enchanting).
- Đánh bại Quackity trong 1v1 chỉ với áo giáp sắt không có giáp, một cái cuốc lưới và lọ thuốc, trong khi Quackity có một chiếc rìu kim cương và đầy đủ giáp netherite được cường hóa.
- Khi còn trẻ, Techno được dạy kiếm và đánh dao cơ bản trong trại hè với vũ khí bằng bọt. Anh ta bị loại khỏi giải đấu tay đôi trong trại hè của mình vì anh ta sẽ ném con dao của mình lên cao khi bắt đầu các trận đấu của mình và đâm đối thủ của mình trong khi họ đang phân tâm nhìn con dao rơi xuống[85].